# Wall of Sound (Marty Friedman)
Wall of Sound è il dodicesimo album del chitarrista Marty Friedman, pubblicato nel 2017.

## Componenti
- Marty Friedman - chitarra solista, chitarra ritmica
- Kiyoshi - basso
- Anup Sastry - batteria
- Hiyori Okuda - violoncello (Tracce 1, 2, 3, 9 e 11)
- Nicolas Farmakalidis - pianoforte (Traccia 1)
- Tatsuya Nishiwaki - pianoforte (Tracce 1, 2, 7 e 9)
- Jinxx - violino

## Tracce
1. Self Pollution - 5:54
2. Sorrow and Madness - 6:41
3. Streetlight - 4:06
4. Whiteworm - 5:06
5. For a Friend - 3:19
6. Pussy Ghost - 5:58
7. The Blackest Rose - 3:41
8. Something to Fight - 4:46
9. The Soldier - 3:58
10. Miracle - 3:54
11. Last Lament - 6:57